# Bohemia Interactive
Bohemia Interactive — чешский разработчик и издатель видеоигр, базирующийся в Праге. Компания занимается созданием военных симуляторов, таких как Operation Flashpoint: Cold War Crisis и серии ARMA. Она также известна тем, что работала над игровой конверсией мода DayZ, созданного для ARMA 2.

## История компании
Bohemia Interactive была основана Мареком Шпанелем в мае 1999 года, в 2001 году вышла первая игра — военный шутер под названием Operation Flashpoint: Cold War Crisis, который получил признание критиков и популярность среди игроков. На лондонском шоу European Computer Trade Show в 2001, BI выиграла награду «Лучший разработчик ПК-игр». В дополнение, BI получила награду «Начинающая студия года» на Game Developers Conference в 2002 году. После выпуска OFP были выпущены официальные дополнения, Red Hammer и Resistance.
Вслед за Operation Flashpoint последовала череда неудач, таких как портирование игры на Xbox (игра вышла в ноябре 2005 года под названием Operation Flashpoint: Elite), что привело к финансовым потерям и разработке сиквела, позже заброшенного издателем Codemasters. У студии были финансовые проблемы, пока Корпус морской пехоты США не нанял студию для создания игр-симуляторов для обучения солдат. Было создано новое подразделение под названием Bohemia Interactive Simulations, которое позже выделилось и стало самостоятельным предприятием. После решения Codemasters не поддерживать студию, Bohemia Interactive решила разработать духовного преемника Cold War Crisis под названием Armed Assault (2006). Это был как критический, так и финансовый успех, породивший ряд сиквелов. Также были выпущены более мелкие проекты, такие как Take On Helicopters.
В 2005 году компания основала Independent Developers Association (IDEA Games), куда вошли Black Element Software и Altar Games. В 2010 году Bohemia приобрела Black Element Software, Altar Games и Centauri Production.
В 2014 году Bohemia приобрела активы словацкой студии Cauldron, присоединив ее сотрудников к Bohemia Interactive Slovakia, созданной в 2013 году.
В 2012 году Дин Холл выпустил мод DayZ для ArmA 2, ставший чрезвычайно популярным, что побудило студию разработать отдельную игру.
В 2012 году на греческом острове Лемнос были арестованы два сотрудника Bohemia, занимавшиеся фотографированием военных объектов, что, согласно греческим законам, расценивалось как шпионаж. Сотрудникам грозило тюремное заключение сроком на 20 лет. Лемнос должен был стать местом действия для следующей игры компании Arma Futura. Инцидент разросся до международных масштабов, когда президент Чехии Вацлав Клаус попросил своего греческого коллегу рассмотреть эту проблему с «особым вниманием». Два разработчика провели в греческой тюрьме в общей сложности 129 дней. После этого инцидента команда решила сменить название игры на Arma 3 с сеттингом на вымышленном острове Алтис.
В ноябре 2016 года компания анонсировала платформу Bohemia Incubator с доступом к незаконченным версиям экспериментальных игр.
В феврале 2021 года Tencent приобрела миноритарный пакет акций Bohemia.

## Выпущенные проекты
Operation Flashpoint:
- Operation Flashpoint: Cold War Crisis (Microsoft Windows) — 22 июня 2001
- Operation Flashpoint: Red Hammer (Windows) — 28 ноября 2001
- Operation Flashpoint: Gold Edition (Windows) — 30 ноября 2001
- Operation Flashpoint: Resistance (Windows) — 28 июня 2002
- Operation Flashpoint: Elite (Xbox) — 9 ноября 2005
- Operation Flashpoint: GOTY Edition (Windows) — 18 декабря 2002

Arma:
- Armed Assault (Windows) — 10 ноября 2006
- ArmA: Queen’s Gambit (Windows) — 28 сентября 2007, дополнение к первой игре из серии.
- ArmA 2 (Windows) — 18 июня 2009
- ArmA 2: Operation Arrowhead (Windows) — 29 июня 2010
- Arma 2: Combined Operations (Windows) — 29 июня 2010, бандл состоящий из Arma 2 и Arma 2: Operation Arrowhead.
- Arma 2: Britain Army Forces (Windows) — 26 августа 2010, DLC
- Arma 2: Private Military Company (Windows) — 30 ноября 2010, DLC
- Arma 2: Reinforcements (Windows) — 1 апреля 2011; автономное дополнение совмещающее ранее выпущенные DLC
- ArmA: Cold War Assault (Windows) — 22 июня 2011, переиздание в Steam Operation Flashpoint: Cold War Crisis
- Arma: Gold Edition (Windows) — 13 июля 2011, бандл состоящий из Arma и Arma: Queen’s Gambit.
- Arma X: Anniversary Edition (Windows) — 15 июля 2011, бандл состоящий из Arma: Gold Edition, Arma: Cold War Assault, Arma 2 и 4 DLC к ней.
- Arma 2: Firing Range (Android) — 28 июля 2011
- Arma 2: Army of the Czech Republic (Windows) — 12 сентября 2012, DLC
- ArmA 3 (Windows) — 12 сентября 2013
- ARMA Tactics (Windows) — 1 октября 2013
- Argo (Windows) — 22 июня 2017
- Arma Reforger (Windows) — 16 ноября 2023
- Arma 4 — 2027

Take On:
- Take On Helicopters (Windows) — 27 октября 2011
- Take On Helicopters: Hinds (Windows) — 15 марта 2012
- Take On Mars (Windows) — 1 августа 2013

Остальные:
- Fairy Tale About Father Frost, Ivan and Nastya (Windows) — 20 декабря 2000
- Iron Front: Liberation 1944 (Windows) — 25 мая 2012
- Carrier Command: Gaea Mission (Windows) — 28 сентября 2012
- Ylands (Windows) — 13 ноября 2015
- Mini DAYZ — Survival Game (Android, iOS) — 4 июля 2017
- DayZ (Windows) — 13 декабря 2018
- Vigor — Survival Game (Xbox one) — 19 августа 2019
- Mini DAYZ 2 — Survival Game (Android, iOS) — 18 марта 2021

Игровые движки:
- Real Virtuality
- Enfusion Engine